# Last Pizza Slice
Last Pizza Slice, més conegut sota l'acrònim LPS, és un grup de música eslovè.

## Carrera
El grup va ser format el desembre del 2018 a la classe de música del Grammar School Celje-Center. El 26 de novembre del 2021 es va revelar que LPS havia estat seleccionat com a un dels 24 participants de EMA Freš, la preselecció pel Festival de la Cançó d'Eurovisió. Va guanyar la final amb la cançó «Disko», amb la qual representarà Eslovènia en el Festival de la Cançó d'Eurovisió 2022, que se celebrarà a la ciutat italiana de Torí.

## Components
- Filip Vidušin – veu
- Gašper Hlupič – bateria
- Mark Semeja – guitarra elèctrica
- Zala Velenšek – baix elèctric, tenor i saxòfon alt
- Žiga Žvižej – teclat elèctric